# Astrojax

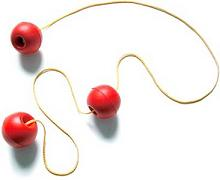
Astrojax

Astrojax ist ein Solo-Geschicklichkeitsspiel, das von dem amerikanischen Physiker Larry Shaw erfunden wurde. 

## Handhabung
Es besteht aus drei Kunststoffbällen an einer Schnur, wobei der mittlere frei beweglich ist. Bei der Variante Astrojax AQUA können auch die beiden äußeren Kugeln über die Schnur gleiten. 
Durch gezieltes Ziehen an den Enden können die Bälle kunstvoll zum Tanzen gebracht werden.

## Verbreitung
Die schnellen Drehungen der Bälle basieren auf den physikalischen Gesetzen der Rotationsdynamik.
Zufällig entdeckt bei Forschungen zur Chaostheorie, ist es heute auf Conventions und in Jonglierläden häufig zu sehen. 
Im Juli 2002 spielten die Astronauten der Internationalen Raumstation mit Astrojax und gaben in einer Liveübertragung Antworten auf Schülerfragen, ob das Spiel auch im Weltraum funktionieren würde.